# Сівко Віталій Йосипович
Віталій Йосипович Сівко (нар. 15 листопада 1953, Вихилівка — пом. 20 квітня 2007, Київ) — український скульптор, заслужений художник України (1996).

## Біографія
Народився 15 листопада 1953 року у селі Вихилівці Ярмолинецького району Хмельницької області. В 1988 році закінчив Київський державний художній інститут. У 1994 році став членом Національної спілки художників України.
Помер 20 квітня 2007 року від серцевого нападу. Похований в Києві на Байковому кладовищі (ділянка № 33).

## Твори
Співавтор численних пам'ятників в Києві, серед яких:
- Пам'ятник княгині Ользі (1996, відновлення)
- Пам'ятник Ярославу Мудрому (1997)
- Пам'ятник Паніковському (1998)
- Пам'ятник Проні Прокопівні і Голохвастову (1999)
- Пам'ятник військовим льотчикам (2001)
- Пам'ятник Владиславу Городецькому (2004)

## Примітки

Могила Віталія Сівка